# Pouteria venosa
Pouteria venosa är en tvåhjärtbladig växtart som först beskrevs av Carl Friedrich Philipp von Martius, och fick sitt nu gällande namn av Charles Baehni. Pouteria venosa ingår i släktet Pouteria och familjen Sapotaceae.

## Underarter
Arten delas in i följande underarter:
- P. v. amazonica
- P. v. venosa